# Nicolas Brindel
Pas d'image ? Cliquez ici

a Compétitions nationales et continentales officielles uniquement.

Dernière mise à jour le 5 septembre 2011.
Nicolas Brindel, né le 18 août 1986, est un joueur français de rugby à XV, qui joue au poste de talonneur. 

## Carrière
- 2005-2010 : Stade rochelais (Pro D2) puis (Top 14)
- 2010-2011 : PARC (Pro D2)
- 2011-2014 : CA Périgueux (Pro D2)
- 2015-2016 : US Cognac